# Escudo del Cauca
El Escudo del Cauca es el principal emblema y uno de los símbolos oficiales del departamento colombiano del Cauca.

## Blasonado
Escudo cuartelado de forma francesa. Primero, en campo de gules, dos espadas con su punta hacia arriba sobrepuestas a una corona de roble con frutos de oro. Segundo, de plata, una cornucopia de oro con frutos de la región, en colores naturales. Tercero, de sinople, una lira cruzada con una antorcha. Cuarto,, campo paisajista, con el perfil del volcán Puracé y ondas de azur y plata a sus pies. Como soporte del escudo la Cruz de Jerusalén.

## Diseño y significado de los elementos
El escudo tiene una forma francesa, cuya proporción es de seis dimensiones de longitud por cinco de latitud. Está dividido en cuatro cuarteles, dos ubicados en la parte superior y dos en la parte inferior.
En el primer cuartel, de gules, se encuentran dos espadas con la punta hacia arriba en señal de victoria sobrepuestas a una corona de roble con sus belloras en oro. En el segundo cuartel, de plata, se ubica un cuerno de la abundancia con frutos representativos del departamento, tales como café, trigo, cacao, etc.
En el tercer cuartel, sobre campo de sinople, una lira de oro cruzada con una antorcha. Finalmente en el último cuartel sobre campo celeste el perfil del volcán Puracé con nieves perpetuas en su cima y una columna de humo que se eleva de este, y a sus pies ondas de azur y plata en representación de los ríos y el mar que bañan el departamento.
Como complemento y a su vez sostén del escudo se tiene la Cruz de Jerusalén, emblema de la cristiandad y que también lleva el escudo de Popayán.